# Promissum
Promissum is een geslacht van uitgestorven primitieve chordadieren. Het leefde in het Ordovicium in wat nu Zuid-Afrika is. Promissum was ongeveer veertig centimeter lang en daarmee een groot lid van de Conodonta. In 1994 werden in Zuid-Afrika in de Soom-afzetting van de Tafelberggroep goed bewaard gebleven fossielen van Promissum gevonden, die over een primitieve bek beschikten met gemineraliseerde tanden, vlak onder de oogkassen - typerend voor de conodonten. Ook werden sporen van de spierblokken en een primitieve ruggengraat gevonden.
Promissum kon waarschijnlijk met een vrij constante snelheid door het water navigeren, maar was hoogstwaarschijnlijk niet in staat plotseling te versnellen.